# Famille Bonnot
Pour les articles homonymes, voir Bonnot.

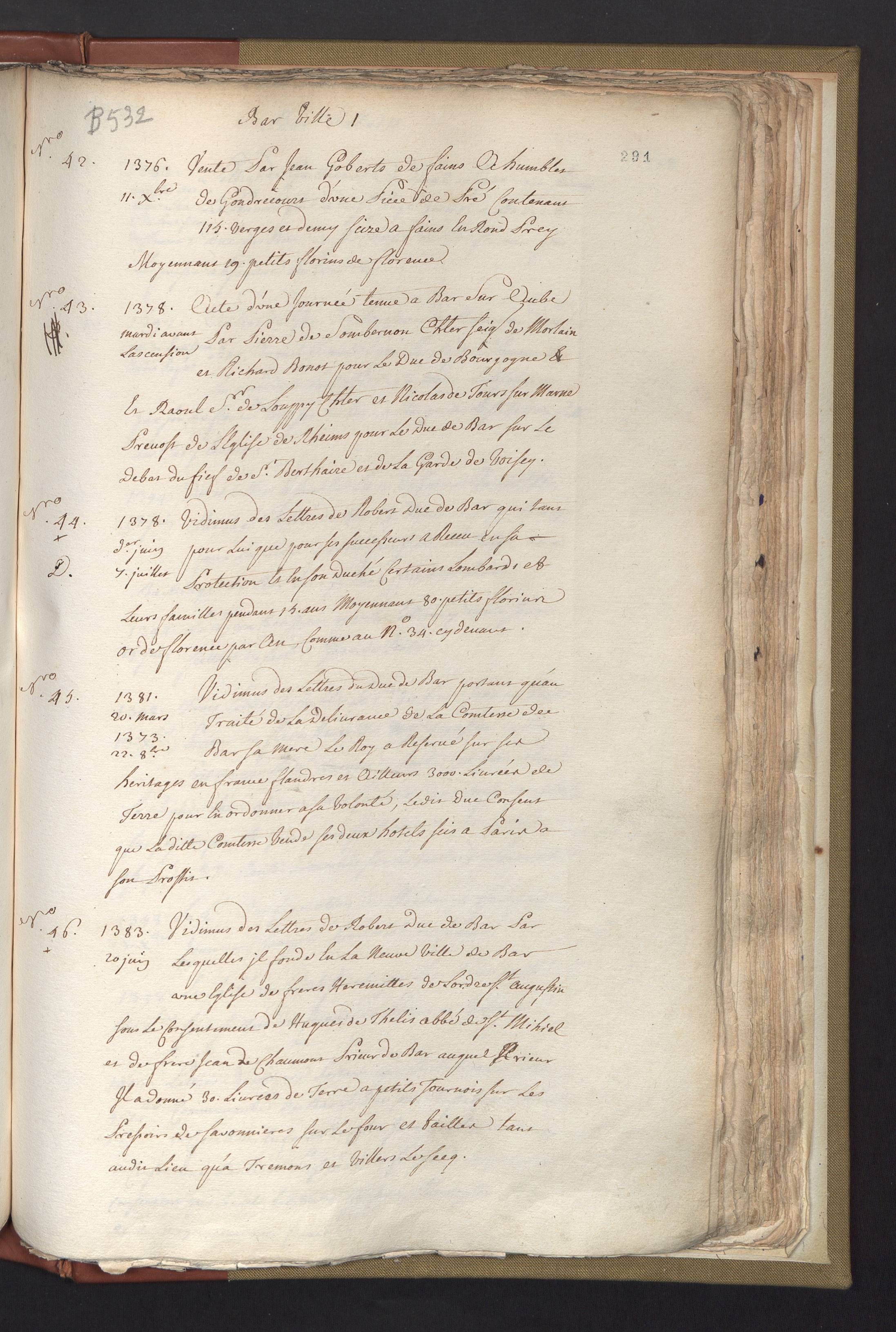
Richard Bonnot represente le Duc de Bourgogne

La famille Bonnot est une famille noble, originaire du Comté de Bourgogne. Elle a donné au clergé du Saint-Empire un certain nombre d'abbés et de chanoines. Le représentant le plus connu de cette lignée est le diplomate et militaire Jean Bonnot.

## Histoire
La famille noble Bonnot, est originaire du Jura. Les Bonnot, qui tirent depuis le XIIIe siècle leur nom d'un fief, sont mentionnés dans les mémoires historiques sur la ville de Poligny, comme co-seigneur de Bonnot, des Fonds de Poligny et de la forêt de Vaivre octroyé par le comte palatin de Bourgogne Otton III.
Le fondateur de la famille est Guillemin Bonnot dit "le bonnot" seigneur de Quemigny en 1292, seigneur de Frontenay, vivant à Poligny. Son héritier est Alain Bonnot vivant à Poligny.
En 1374, Richard Bonnot,, fils de Pierre, docteur en droit, entre aux services de Philippe II de Bourgogne, comme conseiller et représentant spécial auprès du Pape. Il était représenté avec sa femme Julienne, sur la première porte de la chapelle du petit Saint-Bigne de Dijon, qu'il avait fondée; on y voyait aussi son écu portant un chevron d'or accompagné de trois oiseaux. Il est le père de :
- Guy Bonnot, fait écuyer par le duc Jean I, seigneur de Blaisy, Vicomte-mayeur de Dijon de 1409 à 1415[13], marié à Jeanne La Berruière, en second noces à Jeanne de Saigney[12]. Sa fille Marguerite Bonnot épouse le 14 novembre 1438 Nicolas Aurrillot de Langres[14].Son père Richard acquit pour lui la maison de Griffons à Dijon[15].
- Jean, Maitre des comptes des Ducs. Son fils deviendra seigneur de Cormaillon[12].
- Marguerite, épouse de jean de Blaisy[12].
- Jacotte qui épousa Jean de Ligney[12].

À la perte de la Bourgogne en 1477, Jehan Bonnot le jeune fuit et entre au service des Hasbourg, s'installant à Malines. Son petit fils Jean Bonnot devient écuyer tranchant de Marguerite d'Autriche, puis maréchal des logis de Marie de Hongrie. Ils occupent des fonctions de diplomates, conseillers et militaires dans le cercle de Bourgogne. L'empereur octroie le titre héréditaire de Noble libre du Saint-Empire (Edelfrei).[réf. nécessaire]
Au XVIe siècle, la famille de Bonnot se divise en 2 branches :

## Branches

### Branche protestante, dans les Pays-Bas et en Allemagne.
La famille Bonnot, à partir de 1565, épouse la réforme protestante calviniste des Pays-Bas. Jean de Bonnot Heer Van Cormaillon et son épouse Helena de Barres sont des piliers de la réforme. Jugés par l'inquisition, ils sont bannis de Bréda le 17 août 1568. Ils s'installent en Palatinat, aux services de Frédéric III du Palatinat, de Guillaume d'Orange-Nassau et enfin de Jean-Casimir du Palatinat,.
Actif dans la diplomatie des Princes électeurs auprès de Huguenots français et des Anglais, il est fait gouverneur de Veere par Guillaume d'Orange-Nassau le 18 mai 1573. Jean-Casimir invite la famille Bonnot au Palatinat-Rhin pour en faire les Principaux du Conseil.

### Branche catholique, en France et Franche-Comté
Les Bonnot retournés en France et en Franche-Comté offrent des légistes aux parlements de Dole et un mayeur de Dole en 1663 et 1672. À la suite de la conquête française, les Bonnot quittent Dole, pour s'établir par mariage avec deux de ses filles avec des parlementaires de Besançon. Marguerite-Françoise Bonnot épouse un conseiller au parlement de Besançon, ainsi qu'Etienne et N. Bonnot Certains choisissent de se réfugier dans leur terre de la Ronce, ou ils feront souche.

## Armoiries
Les armes familiales se blasonnent : Au chevron, accompagné de trois oiseaux.,
Le premier enregistrement des armes de la famille Bonnot remonte à 1409 dans l'Armorial de la Chambre des Comptes de Bourgogne, par Jean Bonnot. Son père Richard, conseiller du Duc, l'utilisa comme sculpture sur la porte de la Chapelle du Petit Begne de Dijon vers 1374.

## Personnalités
- Jean Bonnot (1374-1443), il épouse Guillemotte Le Masson[29], clerc aux Comptes à partir du 23 février 1399, Auditeur le 06 juin 1407 et maître de la chambre des comptes de Bourgogne 1408 à 1443, Lille et Besançon[30].
  - Jean Bonnot, écuyer, capitaine d'Arc-en-Barrois. Il épouse Marie de Vivonne en 1431 (fille de Jean de Vivonne et de Marquise de la Roche Andrey).
    - Jean ou Jehan Bonnot (1503-), chevalier, écuyer tranchant[31] de Marguerite d'Autriche, maréchal des Logis de  Marie de Hongrie, Bailli de Hal en Hainaut[32]. Il épouse  Walburg Van Der Aa.
      - Jean Bonnot de Cormaillon (1539-1590), gouverneur de Veere, principaux du Conseil des princes électeur[33]. Il épouse Helena des Barres.
        - Étienne Bonnot ( -1626), procureur au Parlement de Dole. Il épouse Marguerite Faveret.
          - Jean Étienne Bonnot (1586- ), procureur au parlement de Dole. Il épouse Anne Bourrelot.
            - Étienne Bonnot (1623-1686), docteur en droits, mayeur de Dôle en 1672, avocat. Il épouse Jeanne-Louise Vagnaud.
              - Louis Bonnot (1651-1717), chanoine de Notre-Dame de Dole[24].

- Autres personnalités

André Bonnot, chanoine de la Sainte-Chapelle de Dijon, abbé de la Bussière,
Julien Bonnot, consultant sur les questions militaires chinoises, militaire, diplomate et essayiste. Sociétaire de l'association des écrivains combattants.
Richard Bonnot, procureur du duc de 1354 à 1355, de 1370 à 1384 conseiller au Parlement de Beaume, ainsi que conseiller au grand et petit conseils du Duc Philippe II le Hardi de 1367-1388, acquit en 1377 la mairie de Flavy. Le 25 septembre 1375, Richard est négociateur et représentant tout pouvoir du Duc de Bourgogne pour fixer à perpétuité les limites des provinces de Bourgogne et de Bourbonnais.  Pierre Bonnot (père de Richard Bonnot conseiller du Duc de Bourgogne) vendit en 1369 à la comtesse de Flandre, d'Artois et de Bourgogne Marguerite de Male une maison dans le château de Bracon,
Guyot Bonnot, écuyer, seigneur de Behan et de Buxeuil, lieutenant et gouverneur général du Duc de Bourgogne. Il prit part à l'annexion de la Haute-Alsace. Il est le beau - père de Guy de Lantaiges(bailli de Bar-sur-Seine), ce dernier prend le nom de Bonnot-Lantaiges. En 1481, Guyot achete les terres et la seigneurie de Balaon pour 600 Francs tournois. Le 12 juillet 1498, il est confirmé par le Roi de France Charles VII bailli et maître réformateur des eaux et forets et châtelain de Bar-sur-Seine. Le 19 mars 1479, il est autorisé par Charles d'Ambroise à prendre possession de Villecomte et de Blaisy.
Bernard Bonnot,  frère de Richard fut nommé par le duc Philippe, Maître particulier des Monnaies des Flandres, le 13 juin 1393.

## Postérité
- Une rue des Bonnots dans le village de Desnes (Jura).
- Un hermitage de Saint-Bonnot  sur la commune d'Amanges. .
- Dijon, rue Amiral Roussin au 23. Les ornements qui décorent sont du goût de la Renaissance. Il portait autrefois le nom de Petit-Saint-Bénigne, et renfermait la chapelle de la vicomté[49]. Sur la porte extérieure de la chapelle on voyait les statues agenouillés du "vicomte" Richard Bonnot et de sa femme ainsi que leurs écus. Démolie en 1809[50].

## Pour approfondir